# 白杨-M洲际弹道导弹
白杨-M洲际弹道导弹（俄语：РТ-2ПМ2 «Тополь-М»，北约代号SS-27 "镰刀 B"，又称RS-12M1, RS-12M2, RT-2PM2），是俄罗斯的一种洲际弹道导弹，可携带多枚分导弹头，射程超过一万公里。它飞行速度快，并能作变轨机动飞行，具有很强的突防能力 。
这种导弹是在白杨（北约代SS-25）的基础上研发出来的。

## 特点
依靠三级固体燃料火箭提供的巨大推力，射程可达1.05万公里，从俄罗斯发射，能覆盖美国本土。白杨-M可依靠MAZ-7310运输车进行移动，飞行速度可达20马赫以上，并且在途中能够改变飞行轨迹。白杨-M导弹可至少装载4颗55万吨TNT当量的核弹头，或者安装多达10枚的分导弹头。

## 圖集

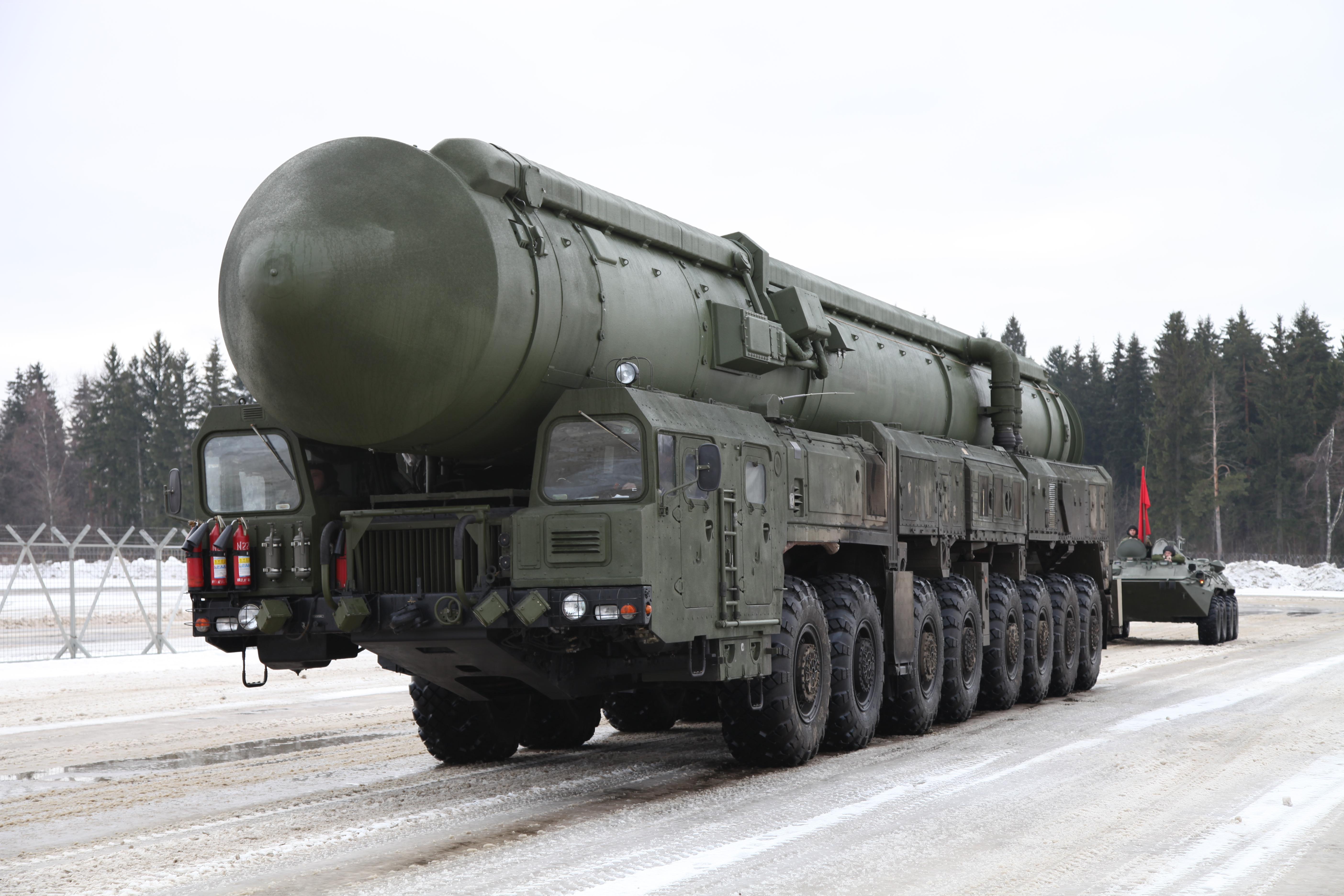
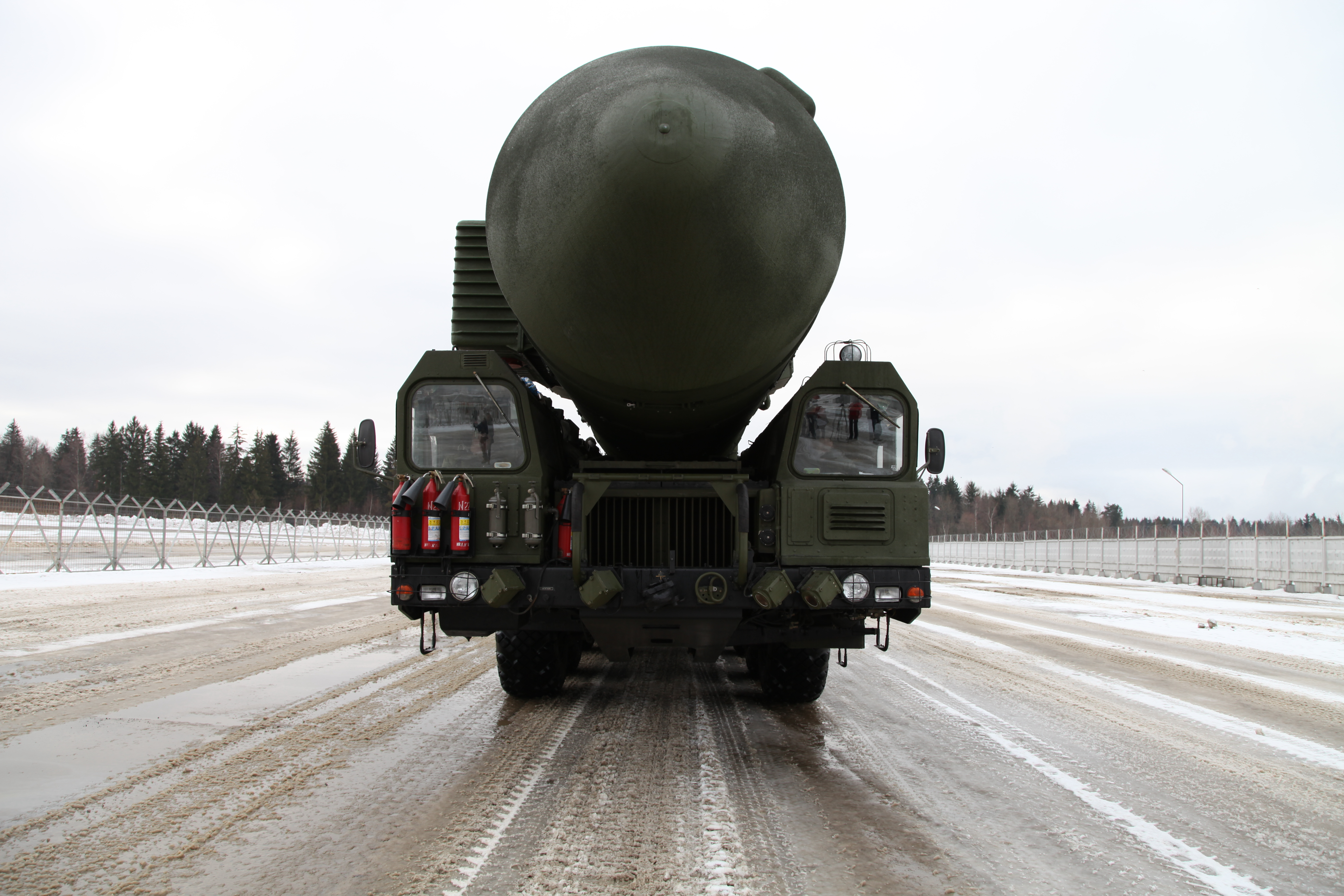
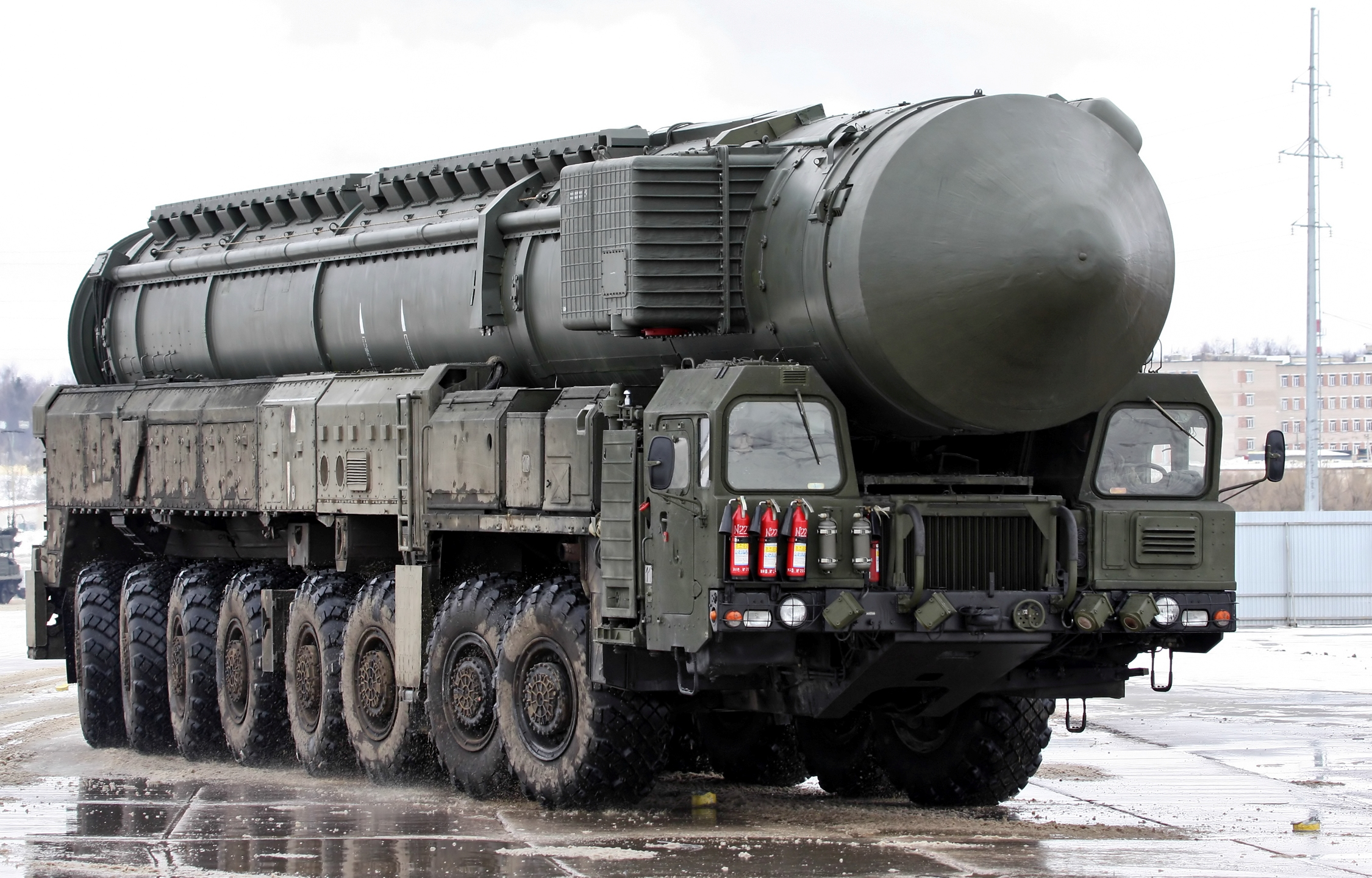
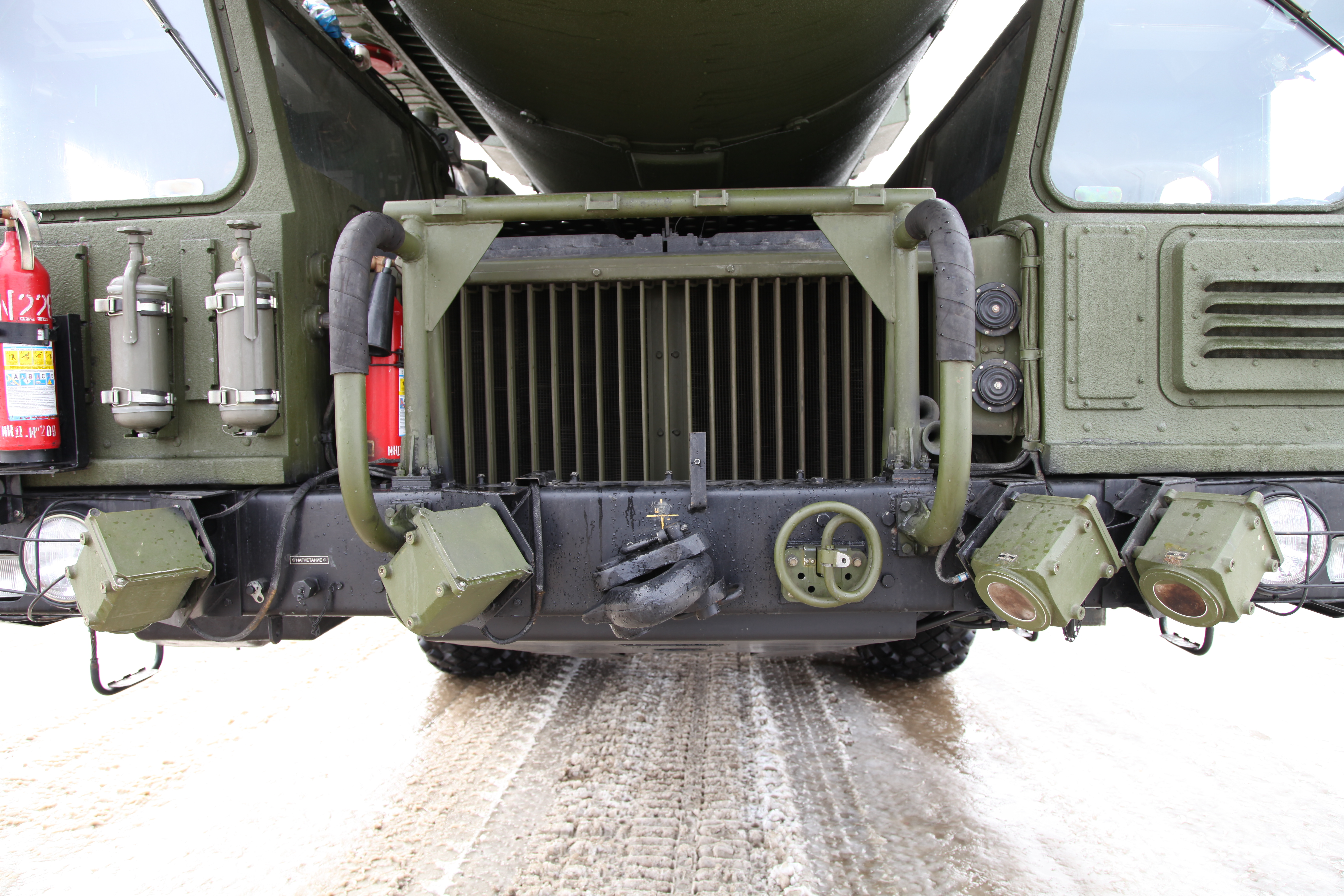
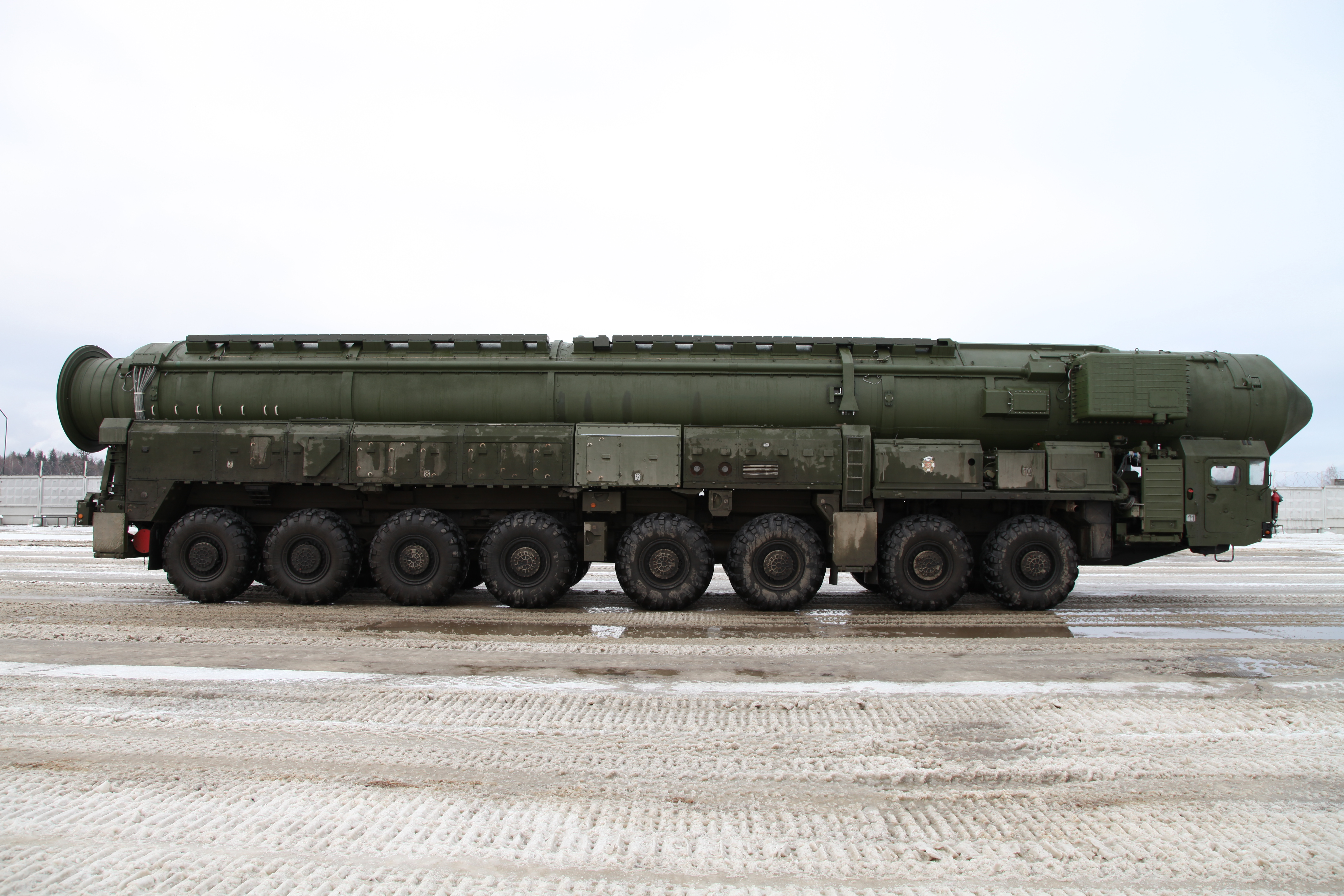
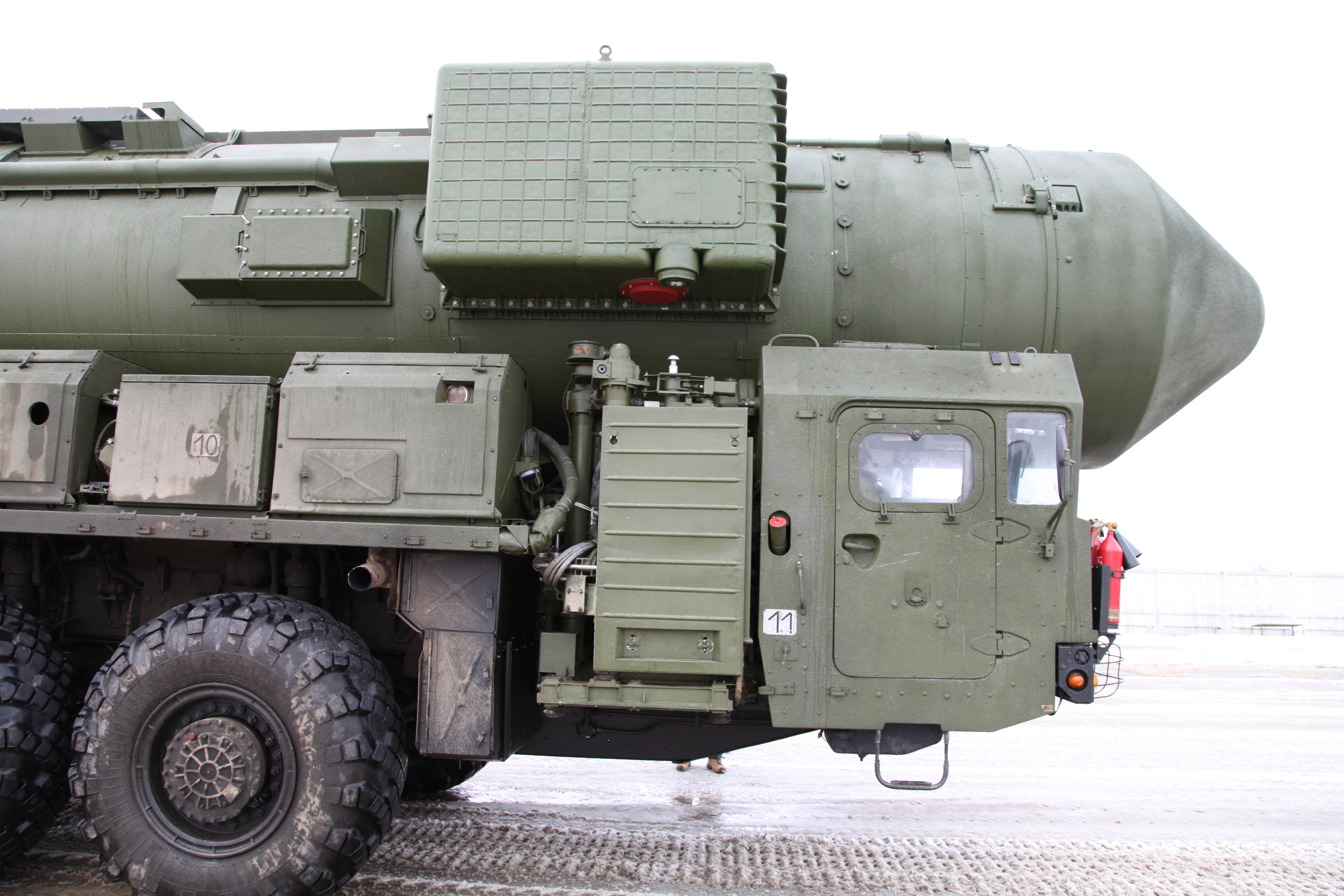
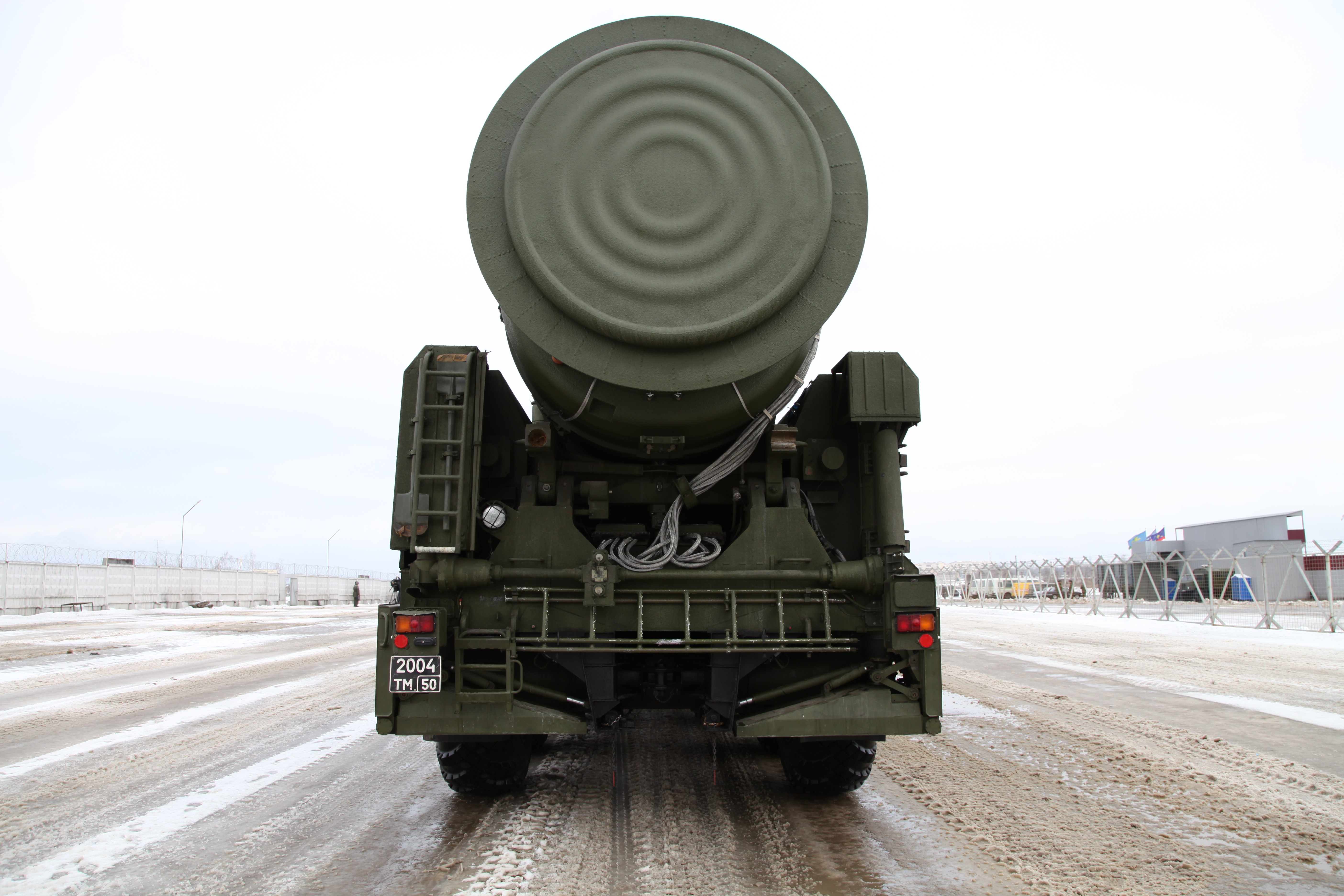
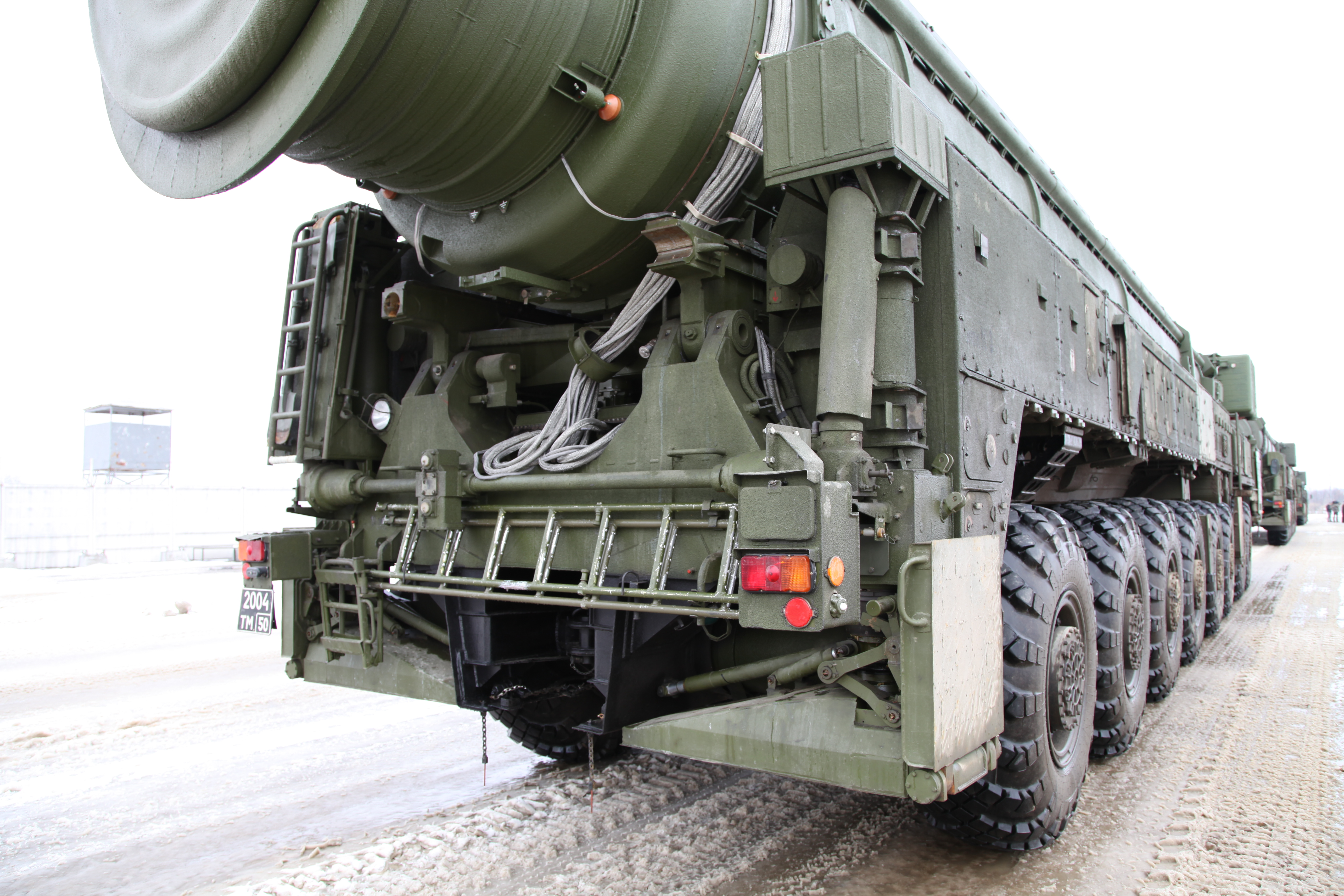
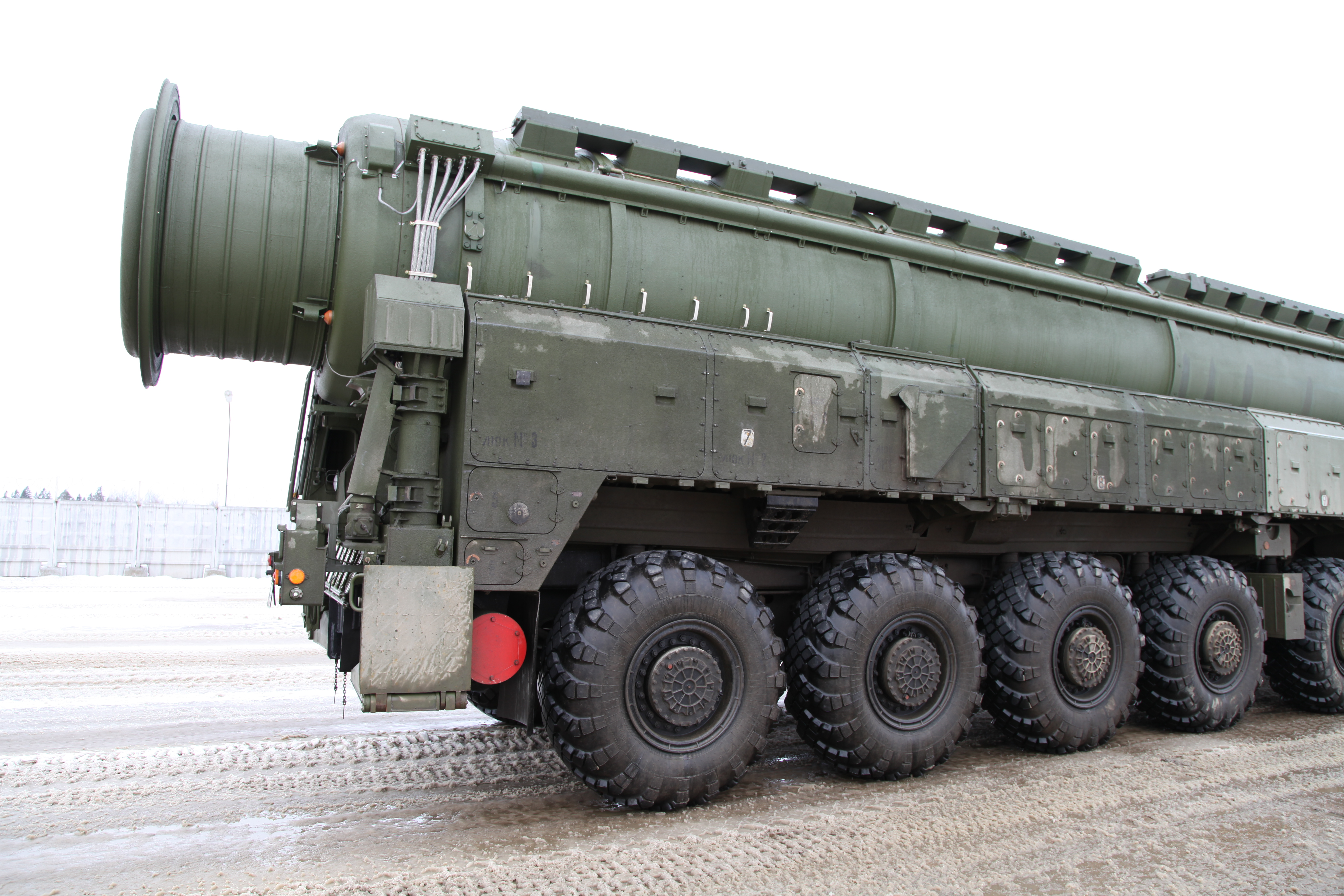
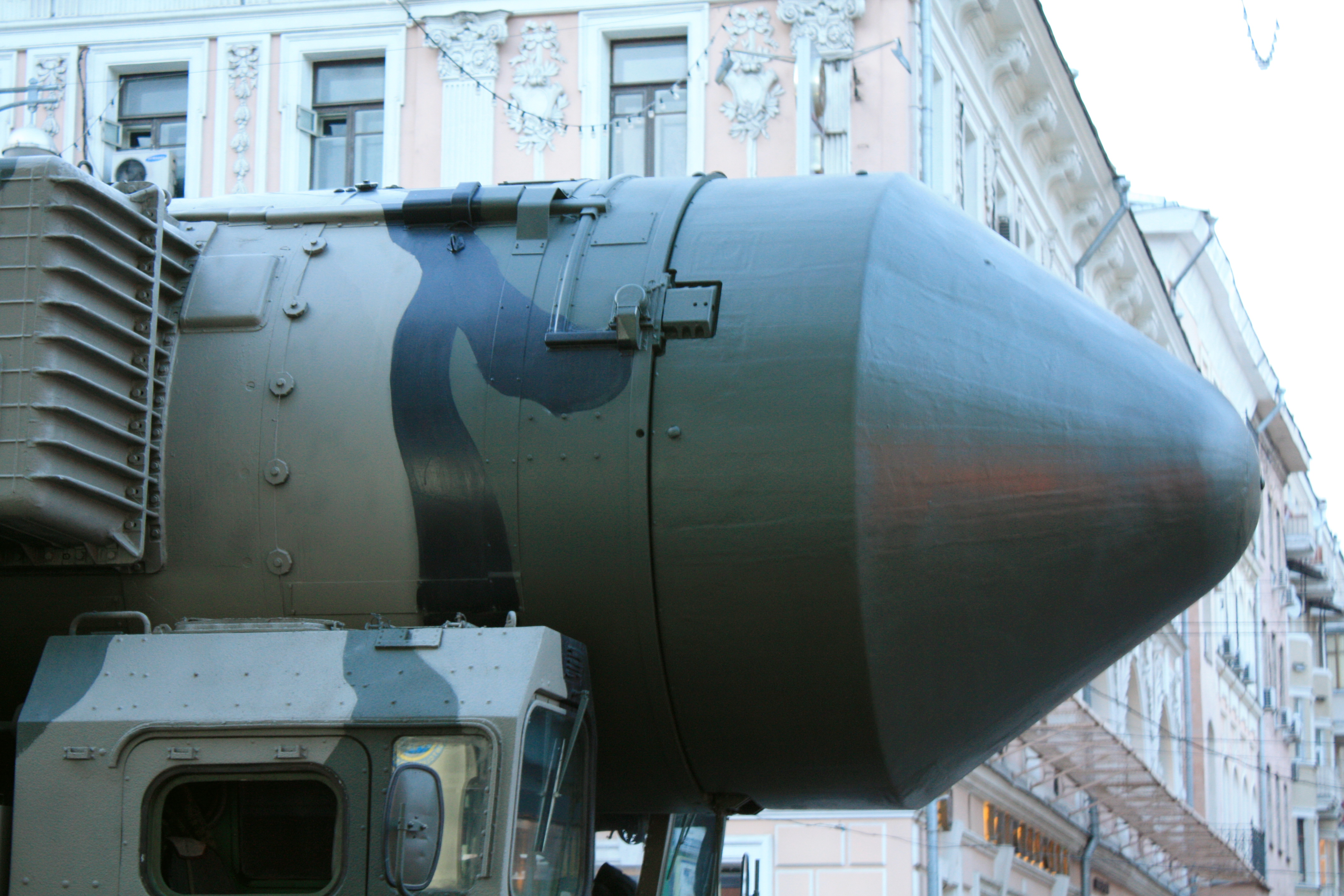
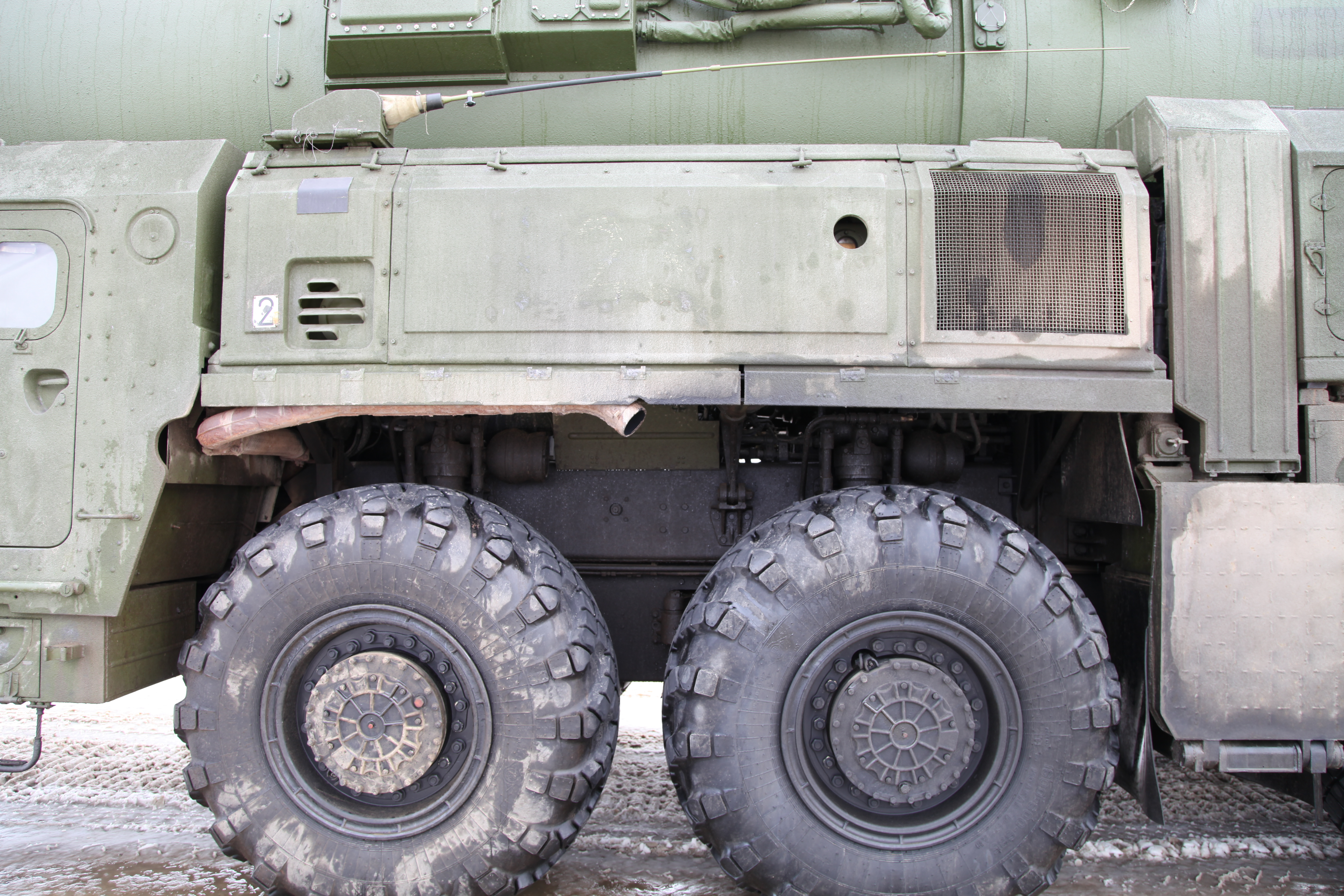
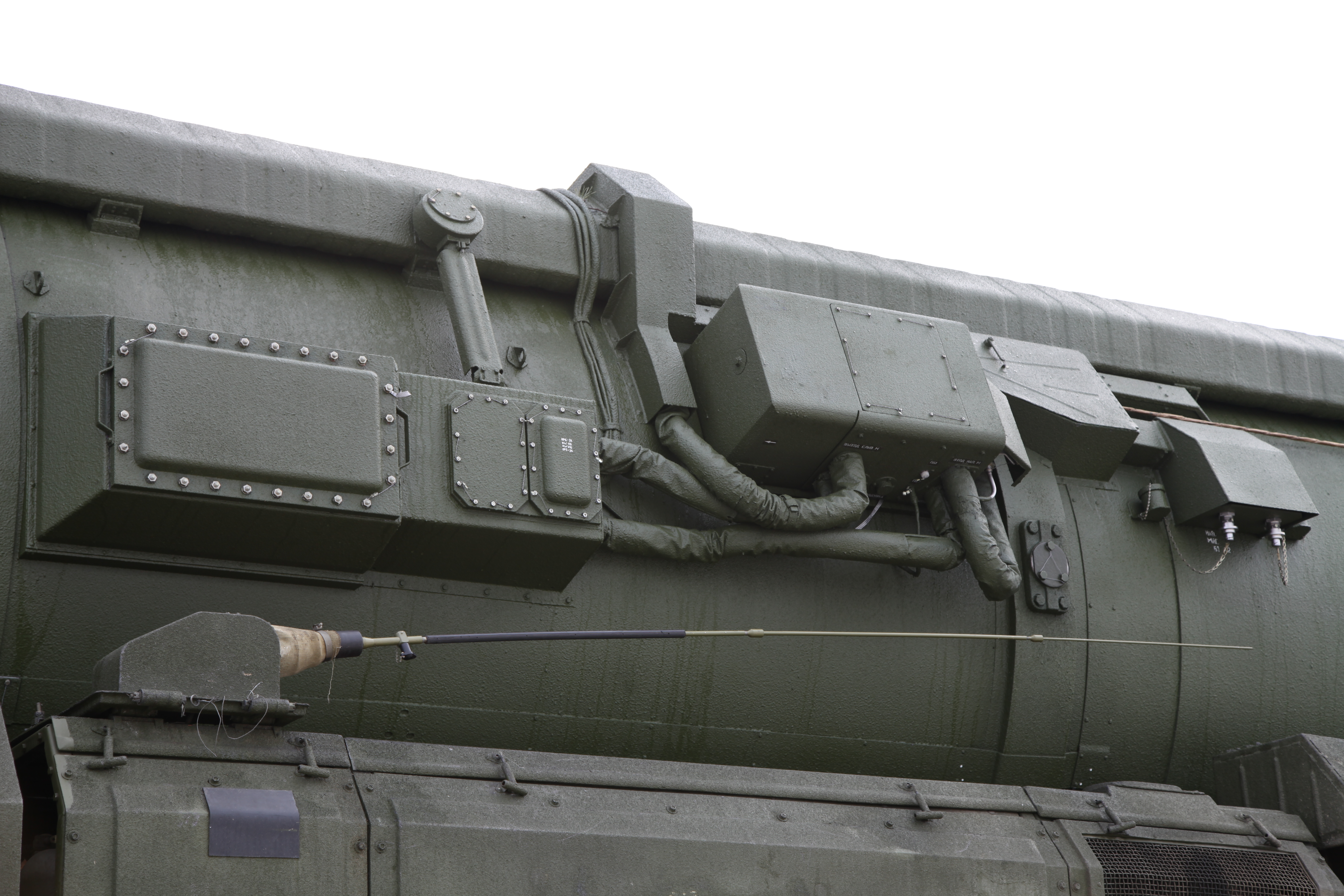